# Irvine Welsh
Irvine Welsh, född 27 september 1958 i Leith i Edinburgh, är en skotsk författare, främst känd för sin debutroman Trainspotting (1993).

## Stil
Irvine Welsh är känd för att skriva på fonetisk skotska. I hans romaner återkommer en del av hans karaktärer flera gånger, ända fram till Porr.
2021 lanserades en tv-anpassning av Crime i Storbritannien som en serie på 6 avsnitt med Dougray Scott som detektiv Lennox. Detta är den första tv-anpassningen som någonsin gjorts av en bok av Irvine Welsh.

## Böcker
- Trainspotting (roman, 1993) (Trainspotting, översättning Einar Heckscher, Koala press, 1996)
- The Acid House (noveller, 1994)
- Marabou Stork Nightmares (roman, 1995)
- Ecstasy: Three Tales of Chemical Romance (noveller, 1996)
- Filth (roman, 1998)
- Glue (roman, 2001) (Limmad, översättning Einar Heckscher, Forum, 2003)
- Porno (roman, 2002) (Porr, översättning Einar Heckscher, Forum, 2004)
- The Bedroom Secrets of the Master Chefs (roman, 2006)
- If You Liked School You'll Love Work (noveller, 2007)
- Crime (roman, 2008)
- Reheated Cabbage (noveller, 2009)
- Skagboys (roman, 2012)
- The Sex Lives of Siamese Twins (roman, 2014)

### Annat
- You'll Have Had Your Hole (pjäs)
- Dose (halvtimmes BBC-drama skrivet tillsammans med Dean Cavanagh)
- The Acid House (film)
- Wedding Belles (2007 film hos Channel 4 skriven med Dean Cavanagh)